# Солонцы

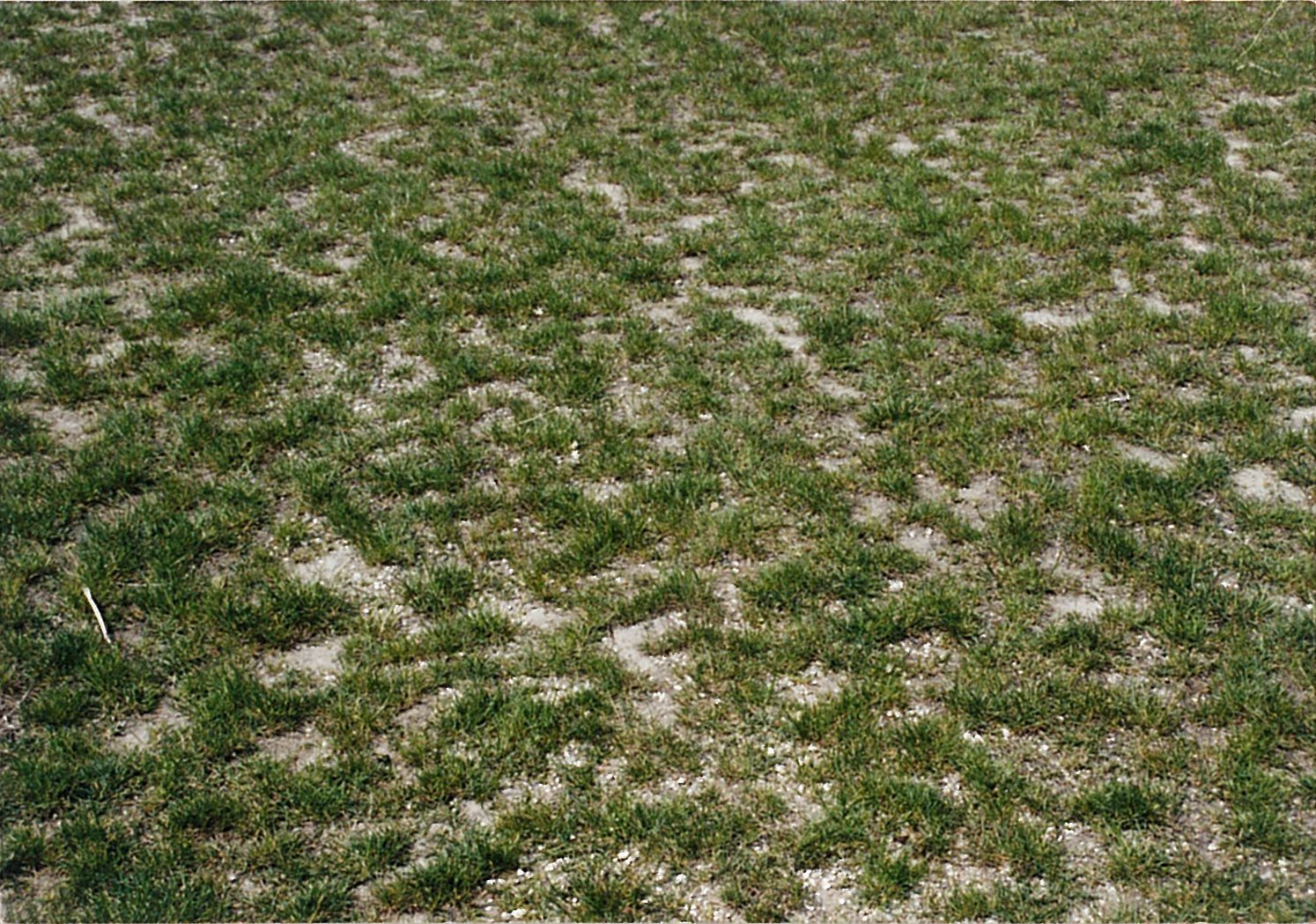
Растительность солонца (коммуна Подерсдорф-ам-Зее, Австрия)

Солоне́ц — тип почв, характеризующихся большим количеством натрия в почвенном поглощающем комплексе иллювиального горизонта. В отличие от солончаков, солонцы содержат водорастворимые соли не в самом верхнем горизонте, а на некоторой глубине. Встречаются солонцы преимущественно в аридных и субаридных областях суббореального, тропического и субтропического пояса, по пониженным элементам рельефа.
Формируются солонцы на материнских породах преимущественно тяжёлого гранулометрического состава. Количество осадков — 100—600 мм в год, коэффициент увлажнения — 0,2—0,9. Растительность представлена специфическими солонцовыми фитоценозами, включающими полынь и другие растения, обладающие глубокой корневой системой. В степной и лесостепной зонах распространена типчаково-ковыльная растительность.

## Генезис солонцов
По вопросу происхождения солонцов имеется несколько теорий. Общее для них — признание ведущей роли иона натрия (Na) в развитии неблагоприятных солонцовых свойств.
Согласно коллоидно-химической теории К. К. Гедройца, солонцы образовались при рассолении солончаков, засоленных нейтральными солями натрия.
В почвах, содержащих большое количество натриевых солей, создаются условия для насыщения поглощающего комплекса ионами натрия путём вытеснения из него других катионов.

## Морфология
Профиль солонцов резко дифференцирован по элювиально-иллювиальному типу.
- A1 — гумусово-элювиальный, или надсолонцовый горизонт, тёмно-серого или серого цвета, рыхлого сложения, комковато-пылеватой или комковато-пластинчатой структуры, мощностью 2—20 см, переход в горизонт B1 резкий.
- B1 — иллювиально-гумусовый, или солонцовый горизонт, тёмно-бурый или бурый с коричневым оттенком; столбчатой, призматической, ореховатой или глыбистой структуры, трещиноватый, во влажном состоянии — вязкий, бесструктурный; мощностью 5—25 см и более, заметно переходит в горизонт B2.
- B2 — подсолонцовый горизонт, коричневато-бурый с тёмными затёками; менее плотный, чем B1; призматической или ореховатой структуры, часто — с включениями карбонатов в виде белоглазки, гипса и легкорастворимых солей в нижней части.
- ВСс — переходный горизонт к материнской породе, характеризуется обильными новообразованиями карбонатов, гипса и легкорастворимых солей.
- С — засолённая материнская порода.

## Гипсование почв
Гипсование почв, внесение в почву гипса для устранения избыточной щёлочности, вредной для многих сельскохозяйственных растений; способ химической мелиорации солонцов и солонцеватых почв. Гипсование основано на замене натрия, поглощённого почвой, кальцием, в результате чего улучшаются её неблагоприятные физико-химические и биологические свойства и повышается плодородие почвы. Дозы гипса (устанавливают по количеству натрия в корнеобитаемом слое почвы, который необходимо заместить кальцием) от 3—4 до 10—15 т/га, наибольшие — на содовых солонцах. Гипс вносят в 2 приёма: перед вспашкой и после неё под культивацию. На солонцеватых почвах, содержащих меньшее количество натрия, чем солонцы, гипс (3—4 ц/га) вносят в рядки вместе с семенами. Гипсование почв проводят в комплексе с агротехническими мероприятиями: глубокая вспашка (на 40—50 см) с перемешиванием солонцового слоя (это даёт возможность переместить гипс, содержащийся в подпахотном слое, в пахотный слой), орошение, внесение органических удобрений, снегозадержание и задержание талых вод, посев многолетних трав.
Для гипсования почв применяют в основном сыромолотый гипс (из природных залежей), фосфогипс — отходы производства удобрений, отходы содовой промышленности. Продолжительность перехода солонцов под действием гипса в культурную почву, т. е. мелиоративный период, 8—10 лет в неорошаемых условиях и 5—6 лет при орошении. Средняя прибавка урожая зерна при внесении гипса составляет в чернозёмной зоне (без орошения) 3—6 ц/га, в зоне каштановых почв 2—7 ц/га. На орошаемых землях эффективность гипсования почв повышается.  
На слабосолонцеватых почвах способствуют их улучшению повышенные дозы навоза, компостов и других органических удобрений, вносимые под глубокую вспашку..
Наивысший эффект по мелиорации солонцовых почв достигается сочетанием гипсования с внесением органических и минеральных удобрений, возделыванием фитомелиоративных культур (донника), проведением мероприятий по накоплению влаги. Эффективность гипсования резко возрастает при тонком помоле гипса.
При освоении солонцов после их мелиорации для создания благоприятного агробиологического фона и повышения плодородия высевают солонцеустойчивые растения. К ним относятся донник, житняк, суданская трава, пырей ползучий, пырей сизый. По мере окультуривания солонцов хорошие урожаи начинают давать ячмень, пшеница и сорго..